# Giganti di Pietra di Campana
I Giganti di Pietra di Campana, detti anche Pietre dell'Incavallicata, sono due formazioni rocciose  nei pressi del paese di Campana nel parco nazionale della Sila; nella tradizione popolare sono ritenute essere sculture megalitiche di origine incerta.

## Descrizione
Le due formazioni rocciose si trovano nei pressi del paese di Campana nel parco nazionale della Sila e sorgono a pochi metri l'una dall'altra entrambe composte da roccia arenaria erosa dagli agenti atmosferici con alla base due cavità. La fantasia popolare ha attribuito alle due formazioni nomi evocativi chiamandone una, alta 5,5 metri, Elefante dell’Incavallicata per via della forma simile all'animale e l'altra “Ciclope” o “Guerriero seduto”, alta 7,5 metri.

## Storia
Non ci sono certezze in merito alle origini non naturale dei due megaliti. infatti, se da una parte sono ritenuti frutto dell'ingegno umano, è altresì probabile che le forme siano state modellate dai fenomeni atmosferici nel corso degli anni. Le due formazioni erano già note nel XVII secolo, come testimoniato da uno scritto del vescovo di Isola Francesco Marino che definì la statua identificata come Ciclope "Il gran colosso caduto al suolo a causa dei terremoti"; inoltre la zona in cui sono situate è stata definita, in una mappa della Calabria disegnata da Giovanni Antonio Magini nel 1603 "Il Cozzo dei Giganti".

## Ipotesi alternative
La prima statua chiamata "Elefante" potrebbe rappresentare un elefante da guerra o un Palaeoloxodon antiquus. La seconda sarebbe invece mutila nella parte e in tal modo sembrerebbe rappresentare le gambe di un essere umano ed è stata pertanto ribattezzata "Ciclope" o anche "Guerriero Seduto".
Ritenendole opere di scultura sono state formulate tre differenti ipotesi sulla loro datazione: la prima le fa risalire alla spedizione di Pirro nei primi anni del III secolo a.C., vista la comprovata presenza di elefanti da guerra nell'esercito del monarca epiriota; la seconda ipotesi non si discosta di molti anni dalla prima, sostenendo che siano state realizzate dai soldati cartaginesi agli ordini di Annibale durante la seconda guerra punica; la terza infine identifica l'Elefante con la riproduzione di un esemplare di Palaeoloxodon antiquus, una specie di elefante vissuta ed estintasi nel Pleistocene, attribuendo la realizzazione di entrambi i monoliti ai primi abitanti della Calabria. Il ritrovamento di un fossile pressoché intatto di antiquus nel vicino lago Cecita confermerebbe l'ipotesi che quella specie abitava l'area della Sila.
Potrebbe esservi qualche affinità tra i megaliti di Campana e quelli di Nardodipace, nella stessa Calabria.